# Wake Me
Wake Me — дебютный альбом американской рок-группы Grey Daze, вышедший в октябре 1994 года. Пластинка содержит в себе двенадцать треков, включая скрытую акапеллу «Morei Sky» в последней песне. Это был первый альбом, выпущенный на собственном лейбле — Grey Daze Publishing.
Некоторые песни позже были перезаписаны и вошли во второй диск группы — ...No Sun Today, а затем в Amends и The Phoenix, но уже в переработанном виде.
В Amends вошли новые версии «Sometimes», «What’s in the Eye», «Morei Sky», «She Shines» и «Shouting Out». В The Phoenix — «Starting to Fly», «Be Your Man» (переименованная «Here, Nearby»), «Holding You», «Hole», «Believe Me», «Spin» и «Wake Me».

## Обложка
Для создания изображения было использовано три фотографии, которые сделал дядя Шона Доуделла — Майк Уоллизер: крупный план улитки, фото пляжа в Ла-Хойя, Калифорния, и фото подруги Майка по имени Одрейя.

## Список композиций
| №                   | Название                                      | Автор(ы)                       | Длительность |
| ------------------- | --------------------------------------------- | ------------------------------ | ------------ |
| 1.                  | «What's in the Eye»                           | Честер Беннингтон, Шон Доуделл | 4:27         |
| 2.                  | «Spin»                                        | Беннингтон                     | 2:44         |
| 3.                  | «Morei Sky»                                   | Беннингтон, Доуделл            | 4:50         |
| 4.                  | «Wake Me»                                     | Беннингтон                     | 2:53         |
| 5.                  | «Starting to Fly»                             | Беннингтон, Доуделл            | 4:38         |
| 6.                  | «Sometimes»                                   | Беннингтон                     | 3:35         |
| 7.                  | «Holding You»                                 | Беннингтон, Доуделл            | 3:29         |
| 8.                  | «Hole»                                        | Беннингтон                     | 3:40         |
| 9.                  | «Believe Me»                                  | Беннингтон                     | 3:20         |
| 10.                 | «Here, Nearby»                                | Беннингтон                     | 3:38         |
| 11.                 | «She Shines»                                  | Беннингтон                     | 4:12         |
| 12.                 | «Shouting Out» (включая акапеллу «Morei Sky») | Беннингтон                     | 10:12        |
| Общая длительность: | Общая длительность:                           | Общая длительность:            | 51:34        |

## Участники записи
Grey Daze
- Честер Беннингтон — вокал
- Джейсон Барнс — гитара
- Джонатан Краузе — бас-гитара
- Шон Доуделл — ударные

Дополнительные музыканты
- Кимберли Роджерс — дополнительный вокал в «Shouting Out»

Персонал
- Дэвид Кнауэр — запись, сведение, продюсирование
- Билли Спун — ассистент
- Дэн Манрикес — ассистент
- Майк Уоллизер — фото
- Джейсон Барнс — иллюстративная работа